# 21022 Ike
21022 Ike (1989 CR) là một tiểu hành tinh vành đai chính được phát hiện ngày 2 tháng 2 năm 1989 bởi T. Seki ở Geisei.